# Химна Албаније
Химна застави (алб. Himni i Flamurit) је национална химна Албаније, усвојена 1912. године. Њена музика је изведена из румунске патриотске песме „Pe-al nostru steag e scris Unire“, коју је компоновао Чипријан Порумбеску. Текст је написао албански песник Асдрени. Химна је првобитно носила назив „Betimi mbi Flamur“ („Заклетва застави“).

## Историја
Стихове је написао албански песник Асдрени те их 21. априла 1912. године објавио у Liri e Shqipërisë („Слобода Албаније“), албанским новинама штампаним у Софији. Асдрени је песму касније објавио у својој збирки песама Ëndra e lotë („Снови и сузе“), објављеној у Букурешту.
Музику химне компоновао је у XIX веку румунски композитор Чипријан Порумбеску, првобитно за песму „E scris pe tricolor unire“. Музику је 1912. године изабрао албански парламент, како би је придодао Асдренијевим стиховима. Од 21. октобра 1998. године химна носи службени назив Rreth Flamurit të Përbashkuar („Уједињени под једном заставом“).

## Текст
| албански | препев |
| Прва строфа | Прва строфа |
| --- | --- |
| -{Rreth flamurit të përbashkuar Me një dëshir' e një qëllim, Të gjith' atje duke u betuar Të lidhim besën për shpëtim.}-    | Уједињени око заставе Са једном жељом и једним циљем, Сви залажемо нашу част Чинећи савез за спасење.                                  |
| Друга строфа | |
| -{Prej lufte veç ai largohet Që është lindur tradhëtor, Kush është burrë nuk frikësohet, Po vdes, po vdes si një dëshmor!}- | Од рата се суздржава само он, Рођен као издајица, За онога ко је човек није кукавица, Али паде, паде мученик за разлог!                |
| Трећа строфа | |
| -{Në dorë armët do t'i mbajmë, Të mbrojmë atdheun në çdo kënd, Të drejtat tona ne s'i ndajmë; Këtu armiqtë s'kanë vënd! }-  | Оружје у нашим рукама ћемо задржати Бранећи сваки ћошак наше отаџбине, Наша права нећемо предати; Овде наши непријатељи немају места!! |
| Четврта строфа | |
| -{Se Zoti vetë e tha me gojë Që kombe shuhen përmbi dhé, Po Shqipëria do të rrojë; Për të, për të luftojmë ne!}-            | За Господара који је говорио Да ће нације нестати са Земље Али Албанија ће живети, За њу, за њу се боримо!                             |